# Breakfast in America (singolo)
Breakfast in America è un brano musicale dei Supertramp pubblicato nel giugno 1979 ed estratto dall'album omonimo. Ha raggiunto le posizioni più alte in Europa mentre negli Stati Uniti d'America si è posizionato al 62º posto.
Una parte del brano è campionata nel singolo dei Gym Class Heroes Cupid's Chokehold del 2005, pubblicato in una nuova versione nel 2006.

## Formazione
- Roger Hodgson: pianoforte, harmonium, chitarre, voce e cori;
- Rick Davies: clavicembalo, cori;
- John Helliwell: clarinetto, cori;
- Dougie Thomson: basso elettrico;
- Bob Siebenberg: batteria;
- Dick "Slyde" Hyde: trombone, tuba.